# Religión en el Paleolítico

Modelo de filogenia del Homo sapiens durante el Paleolítico Medio. El eje horizontal representa la ubicación geográfica y el vertical el tiempo transcurrido en miles de años.

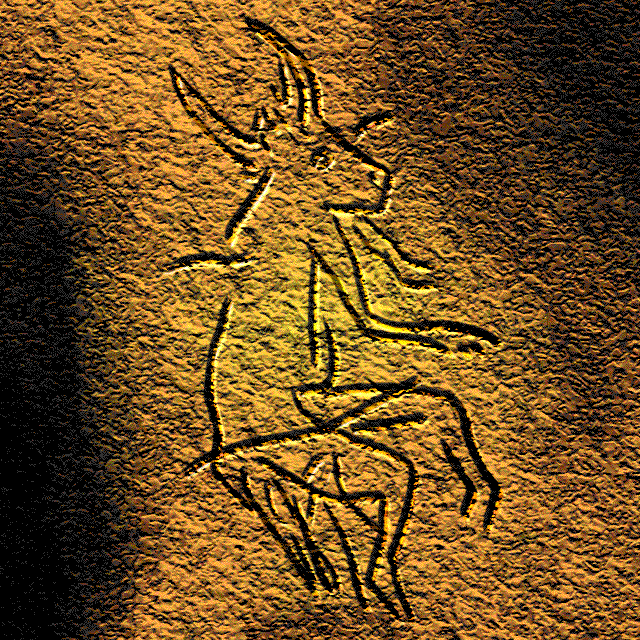
Figura medio animal y medio humana en una pintura rupestre del Paleolítico en Dordoña. Los paleoantropólogos Andre Leroi-Gourhan y Annette Michelson toman esta representación de un híbrido como la evidencia de unas primeras prácticas chamánicas del período.

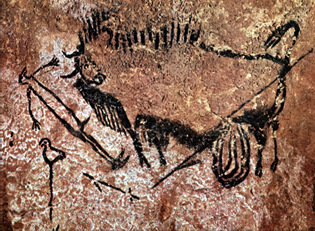
Detalle de una escena de un hombre con cabeza de pájaro junto a un bisonte, Cueva de Lascaux (Magdalaniense).

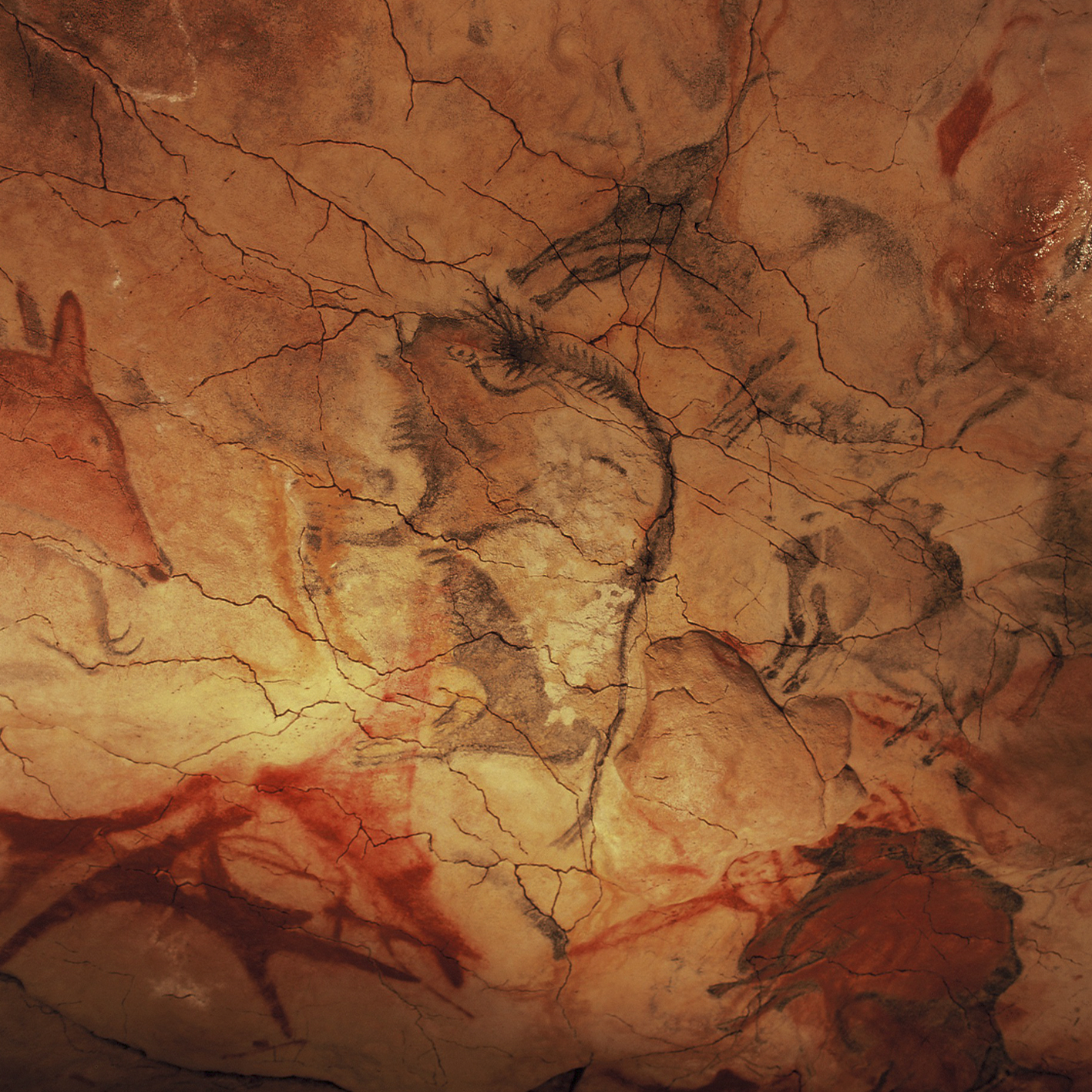
Pintura del Paleolítico de un grupo de bisontes en la Cueva de Altamira. Cantabria.

La religión en el Paleolítico o las religiones paleolíticas se refieren al conjunto de creencias y comportamientos que, al menos hipotéticamente, ha permitido su reconstitución, desde el punto de vista religioso-cultural del hombre durante el Paleolítico, fundamentalmente del homo sapiens y en parte del neandertal.
Para el estudioso de la filosofía de la religión Jacinto Choza, la religión del Paleolítico, dentro del conjunto de prácticas rituales mediante las que los humanos se relacionan con los poderes sobrenaturales, fundamentalmente mediante el sacrificio, sería una religión del culto, entre cuyos componentes se encuentra el chamanismo.
Existen indicios de que el ser humano, al intentar comprender racionalmente lo que les rodeaba, lo relacionaban con la existencia de algo sobrenatural y para poder mitigar la ansiedad que producen algunos hechos, como las tormentas, los rayos, buscaban refugios metafísicos (más allá de lo visible) frente al miedo y la muerte que se evidenciaron por el enterramiento de los muertos mediante unos rituales. Este conjunto de creencias espirituales se cree que aparecieron durante este período. Los paleoantropólogos Andre Leroi-Gourhan y Annette Michelson creen que el comportamiento religioso surgiría en el Paleolítico Superior, al menos, hace más de 30.000 años, pero patrones de comportamiento, como los ritos funerarios que se podrían caracterizar como religiosos (o como ancestrales del comportamiento religioso) entrarían ya en el Paleolítico Medio, hace unos 300.000 años, coincidiendo con la primera aparición del Homo neanderthalensis y posiblemente el Homo naledi. 
Al principio, los muertos eran enterrados junto a herramientas y animales y a menudo estaban cubiertos de rocas para su protección. Más adelante, en otra etapa, después de que el cuerpo fuera enterrado y descompuesto, se desenterraba y los huesos se volvían a enterrar. Esto sugiere que el hombre del Paleolítico creía en una vida futura y por eso le dejaban bienes y herramientas en su tumba.
Se han sugerido casos de una primera aparición de experiencias religiosas o espirituales durante el Paleolítico Inferior (significativamente anterior a los 300.000 años, pre-Homo sapiens), pero esto sigue siendo muy controvertido y tiene un apoyo limitado.

## Paleolítico Medio
El Paleolítico Medio abarca el período de hace 300.000 a 50.000 años. Algunas de las primeras evidencias significativas de lo que podrían denominarse prácticas religiosas datan de este período. El enterramiento intencional, particularmente con ajuar funerario, puede ser una de las primeras formas detectables de esas prácticas ya que, como sugiere Philip Lieberman, puede significar una 'preocupación por los muertos que trasciende la vida cotidiana'.
La evidencia sugiere que los neandertales fueron los primeros humanos en enterrar intencionadamente a los muertos, haciéndolo en tumbas poco profundas junto con herramientas de piedra y huesos de animales. Algunos de estos enterramientos incluyen la Cueva de Shanidar en Irak, Cueva de Kebara en Israel o Krapina en Croacia. Sin embargo, algunos estudiosos han argumentado que estos cuerpos pudieron haber sido dispuestos así por razones no religiosas. Las marcas de corte en huesos de neandertales de varios lugares como en Combe-Grenal y Abri Moula en Francia pueden implicar que los neandertales pueden haber practicado la excarnación.
Del mismo modo, varios arqueólogos proponen que sociedades del Paleolítico Medio, como la de los neandertales, también pueden haber practicado las formas más tempranas de totemismo o de culto a los animales además de haber enterrado (presumiblemente por una creencia religiosa) a sus muertos. Emil Bächler en particular sugiere, basándose en las evidencias arqueológicas de las cuevas del Paleolítico Medio, que existió un culto neardentalense generalizado a los osos. Los cultos a los animales en el siguiente período del Paleolítico Superior, como el culto a los osos, pueden haber tenido sus orígenes en estos hipotéticos cultos a los animales del Paleolítico Medio.
El culto a los animales durante el Paleolítico Superior se entrelazaba con los ritos de caza. Por ejemplo, la evidencia arqueológica del arte y los restos de osos revela que el culto al oso aparentemente habría involucrado un tipo de ceremonialismo sacrificial del oso en el que este recibiría un disparo con flecha y luego sería rematado por un flechazo en los pulmones para ser después enterrado ritualmente cerca de una estatua de oso de arcilla cubierta por una piel de oso, pero con el cráneo y el cuerpo del oso enterrados por separado.
El primer enterramiento humano indiscutible data de hace 100.000 años. Se descubrieron restos óseos humanos manchados con ocre rojo en las cuevas de Skhul y Qafzeh en Israel. Una variedad de ajuares funerarios estaban presentes en el yacimiento, incluida la mandíbula de un jabalí en los brazos de uno de los esqueletos. Los humanos anatómicamente modernos (en contraste con los neandertales) que habitaban el Cercano Oriente durante ese tiempo, podrían haber inventado esta forma de práctica ritualizada de enterramiento. Los yacimientos en África que datan de aproximadamente el mismo período de tiempo también muestran un mayor uso del ocre rojo durante el ritual de inhumación, un pigmento que se cree tiene un valor simbólico.

## Paleolítico Superior

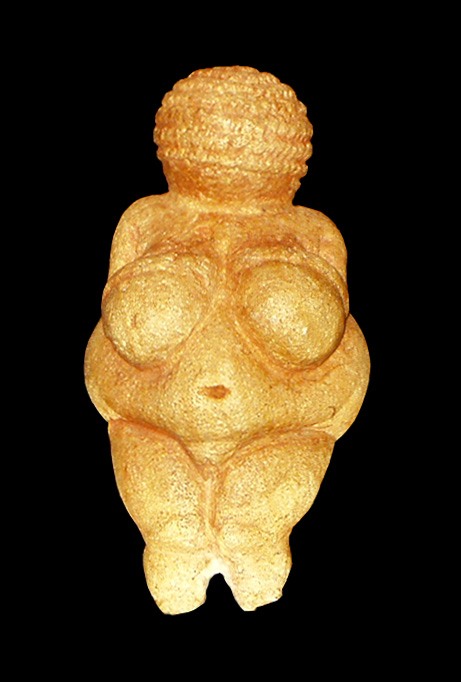
Venus de Willendorf, estatuilla que se cree tuvo una función religiosa para los pueblos en el Paleolítico.

El comportamiento religioso es uno de los sellos distintivos de la modernidad conductual, y generalmente se supone que surgió hace unos 50.000 años, marcando la transición entre el Paleolítico Medio y el Superior. Probablemente sería más común durante el Paleolítico Superior Temprano que las ceremonias religiosas recibieran la participación igual y plena de todos los miembros de una organización social en bandas en contraste con las tradiciones religiosas de períodos posteriores cuando las autoridades religiosas y especialistas en rituales a tiempo parcial como los chamanes, sacerdotes o curanderos eran relativamente comunes e integrados en la vida religiosa. Existen indicaciones de que las personas involucradas en el chamanismo, o la interacción y manipulación de los espíritus, a menudo se realizan como protección.
La evidencia de entierros con ajuares funerarios y la aparición de imágenes antropomórficas y pinturas rupestres pueden sugerir que los humanos. durante el Paleolítico Superior, habrían comenzado a creer en seres sobrenaturales. Las pinturas rupestres de la cueva de Chauvet datan de hace 32.000 años y las de la cueva de Lascaux de hace 17.000.
Vincent W. Fallio escribe que los cultos a los ancestros surgieron por primera vez en las sociedades complejas del Paleolítico Superior. Fallio argumenta que las élites de sociedades complejas del Paleolítico Superior (como las élites de muchas sociedades cazadoras-recolectoras complejas contemporáneas como es el caso de los Tlingit) pudieron haber usado rituales especiales y el culto a los antepasados para consolidar el control sobre sus sociedades al convencer a sus súbditos de que poseen un vínculo con el mundo espiritual que les da control sobre el reino terrenal y acceso al reino espiritual. Sociedades secretas pueden haber cumplido una función similar en estas complejas sociedades cuasi-teocráticas al dividir las prácticas religiosas de estas culturas en esferas separadas de religión popular y religión de élite.
La religiosidad era a menudo apotropaica y, específicamente, involucraba magia simpática. Las figurillas de Venus, denominadas Venus paleolíticas, que se han encontrado abundantemente en los registros arqueológicos del Paleolítico Superior, proporcionan un ejemplo de magia simpática paleolítica. Podrían haber sido usadas para asegurar el éxito en la caza y como medio para lograr la fertilidad de la tierra y las mujeres. Los eruditos a veces han explicado las figurillas de Venus del Paleolítico Superior como representaciones de una diosa de la tierra similar a Gaia o como representaciones de una diosa que es señora o madre de los animales. James Harrod las ha descrito como representativas de los procesos de transformación espiritual chamánica femenina (y masculina).